# Tierra silvestre

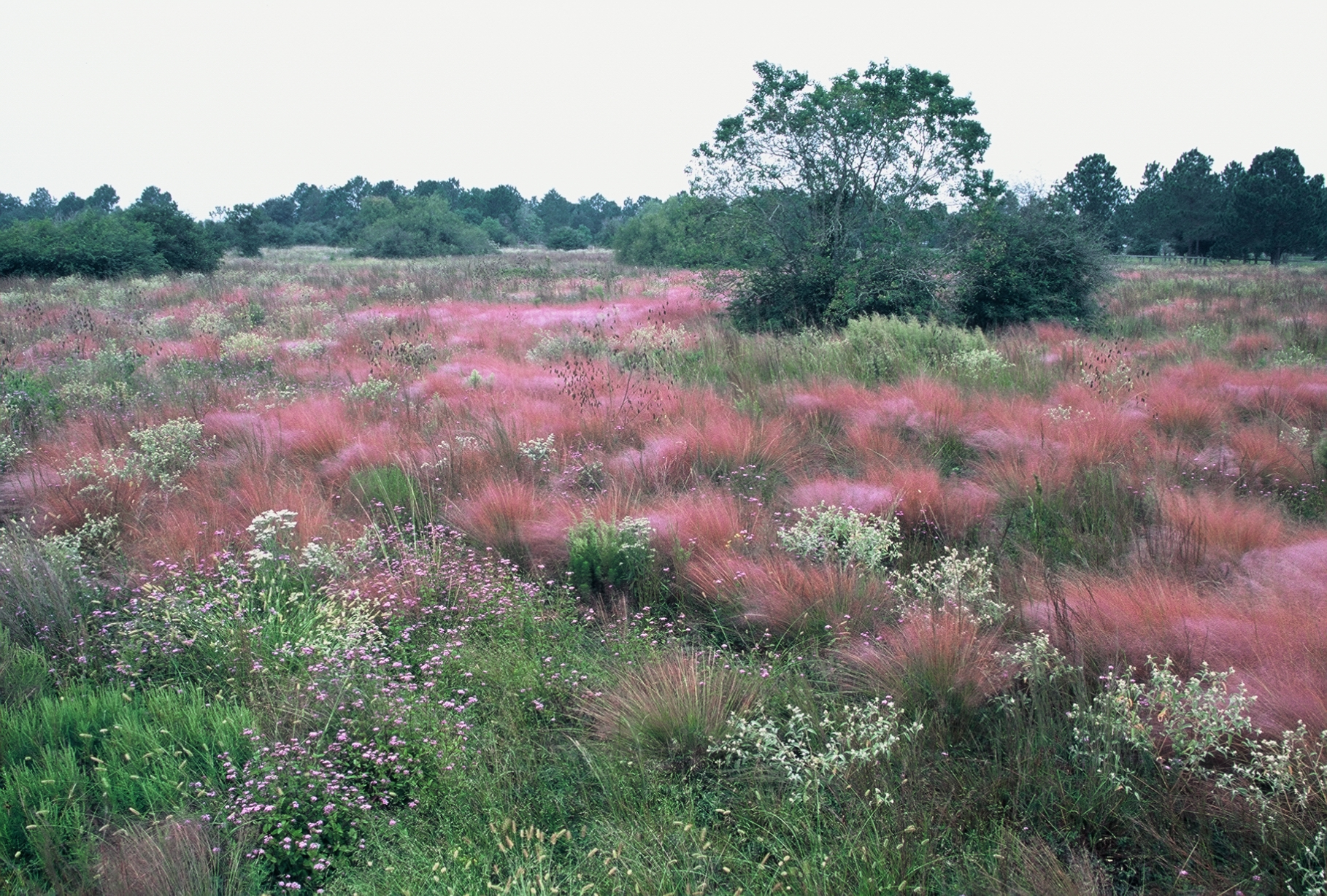
Prado

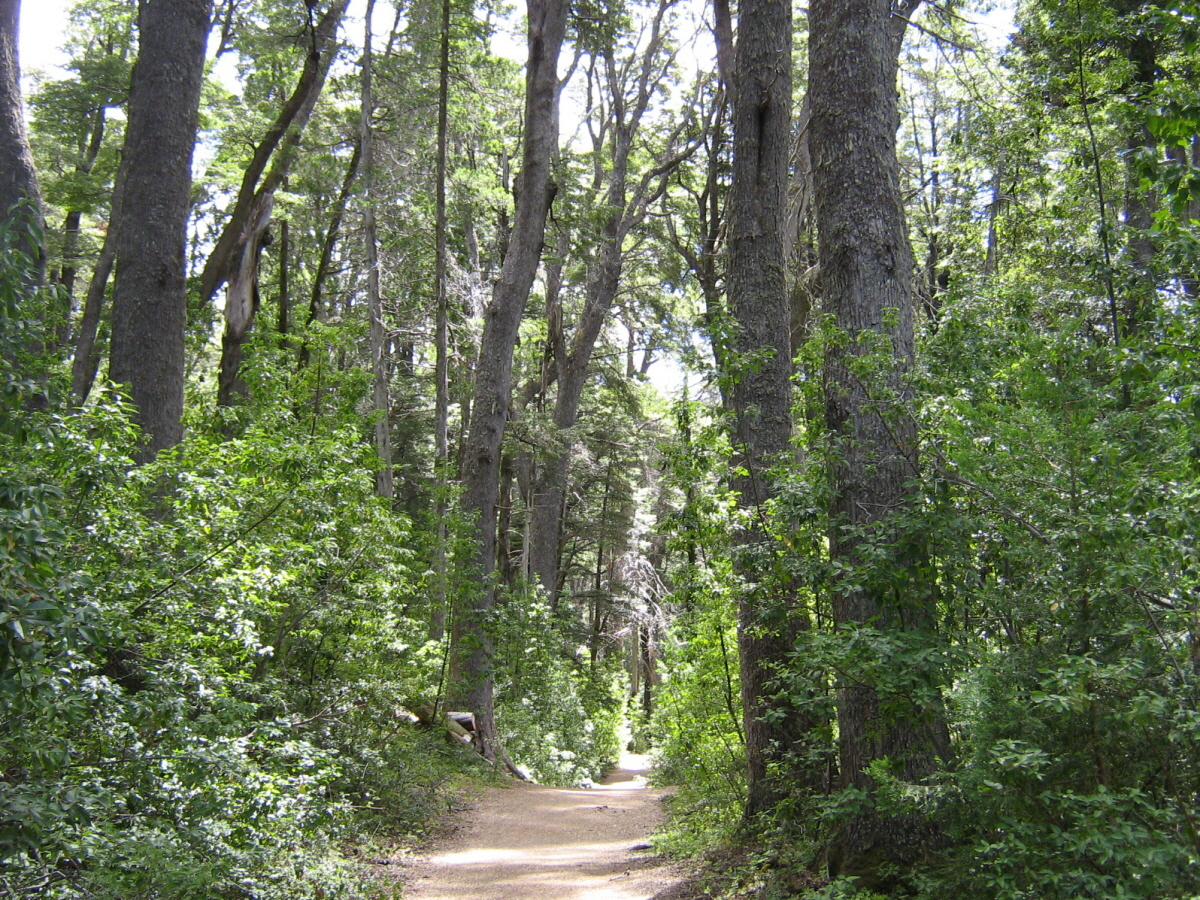
Bosque

Las tierras silvestres son áreas naturales terrenas o acuáticas que no han sido modificadas por las actividades humanas o lo han sido muy poco.  Cualquier ecosistema natural, relativamente intacto, puede ser una tierra silvestre; algunos ejemplos son los bosques, prados, aguas interiores, tierras húmedas interiores o costaneras, y ciertas áreas marinas, como los arrecifes de coral.
Las tierras silvestres merecen especial atención en las evaluaciones ambientales.  Son valiosas porque: 
- constituyen hábitats para especies autóctonas de plantas y animales (y por tanto contribuyen al mantenimiento de la diversidad biológica);
- brindan importantes servicios ambientales para la sociedad a poco o ningún costo directo; y
- en algunos casos son esenciales para la subsistencia de poblaciones indígenas.

Las tierras silvestres son vulnerables a las presiones del crecimiento demográfico, la carencia de tierras y el desarrollo económico, y han estado desapareciendo, rápidamente, en muchos países, desarrollados y subdesarrollados.
Las tierras silvestres, de especial preocupación, son aquellas que han sido reconocidas como de importancia excepcional en la preservación de la diversidad biológica o realización de servicios ambientales.  Algunas de éstas han sido designadas, oficialmente, por los gobiernos nacionales, a veces en colaboración con organismos internacionales como las Naciones Unidas (p.ej. Sitios Naturales de Patrimonio Mundial).  Otras son desprotegidas hasta la fecha, aunque reconocidas nacional o internacionalmente como biológicamente únicas, ambientalmente frágiles, o de especial importancia para la población local o servicios ambientales.

## Políticas, Procedimientos y Lineamientos

### Del Banco Mundial
La Nota Política Operacional No. 11.02, "Wildlands: Their Protection and Management in Economic Development" expresa la política general de Banco:
- Normalmente el Banco rehúsa financiar proyectos que impliquen la conversión de tierras silvestres de especial preocupación, aun si esta conversión se dio antes de que el Banco fuera invitado a participar en el proyecto.
- Cuando es posible que se incluya tierras silvestres que no sean aquellas de preocupación especial, el Banco prefiere ubicar los proyectos en tierras ya convertidas en algún momento en el pasado.
- Cuando es justificada la explotación de las tierras silvestres, entonces se dará prioridad a las menos valiosas, en vez de las de mayor valor.
- Cuando se justifica una conversión importante de tierras silvestres (p.e 100 km² o, si es menor, una proporción significativa del área restante de un ecosistema específico), la pérdida debe ser compensada con la inclusión de componentes de manejo de tierras silvestres dentro del proyecto en cuestión, no dejando esto relegado a algún proyecto futuro.  Este componente debe apoyar directamente a la protección de una área ambientalmente similar.

Esta política se aplica a todo proyecto en el cual se involucró el Banco, aunque este no financia un componente que afecte a las tierras silvestres.
La política del Banco enfatiza además que, cuando el éxito de un proyecto depende de los servicios ambientales brindados por ciertas tierras silvestres, se debe incluir en el proyecto un compromiso de que se conservará dichas tierras.  Donde no sirven directamente al proyecto, este puede ser mejorado con el manejo de tierras silvestres, a fin de proporcionar beneficios socioeconómicos en el área general.  Se debe alentar la realización de proyectos que tengan como su único objetivo el manejo de tales tierras.

## Relación con los proyectos de desarrollo
Las tierras silvestres se encuentran potencial y prácticamente ligadas a todo sector; bien sea como recursos que pueden ser dañados o eliminados como impacto directo o indirecto de un proyecto, o como recursos de los cuales depende, en parte, el éxito del proyecto, en efecto:
- Proyectos agrícolas y de ganadería pueden resultar por el desplazamiento de la vida silvestre y la eliminación de tierras silvestres.
- A veces los proyectos de acuicultura resultan en la pérdida de áreas naturales de reproducción y crianza y la alteración de los ecosistemas mediante la introducción de especies exóticas; sin embargo, muchas zonas pesqueras naturales dependen de las áreas de crianza que se encuentran en las nacientes y tierras húmedas, y pueden ser afectadas, negativamente, si no son protegidas.
- Los proyectos de silvicultura pueden incluir la explotación forestal de las tierras silvestres, y pueden facilitar el acceso no controlado a ellas, por medio de caminos forestales.
- Una variedad de proyectos de transporte, incluyendo caminos, ferrocarriles, canales, dragado de ríos y desarrollo portuario, también hacen más accesibles las tierras silvestres, inducen a su explotación y pueden eliminarlas directamente.
- El mantenimiento de los canales navegables se vuelve más costoso cuando la cuenca hidráulica tiene una elevada tasa de erosión del suelo, que puede ser ocasionada por la eliminación de la vegetación natural.
- Es posible que las represas inunden las tierras silvestres, pero también pueden beneficiarse de ellas, para el control de la sedimentación, protección de la calidad del agua de reservorio, y mantenimiento de un ciclo hidrológico equilibrado.
- El desarrollo industrial puede afectar de manera adversa a las tierras silvestres (mediante la contaminación termal, debido a las descargas del agua de enfriamiento, por ejemplo, o la contaminación química de tales tierras, por medio del agua o el aire).

Con frecuencia los impactos ambientales sobre las tierras silvestres son intersectoriales.  Por ejemplo, las tierras húmedas y aguas de cabecera son vulnerables a las descargas industriales o municipales del agua servida, el aflujo agrícola, la sedimentación proveniente de las operaciones forestales, o el dragado y rellenado para proyectos de transporte o desarrollo costanero.  Si estas áreas no son protegidas, se puede disminuir la productividad y la renta pesquera.  Donde las tierras en cuestión son una atracción turística, su pérdida o daño puede reducir además las rentas del turismo.
También existen nexos con las condiciones ambientales regionales o globales.  Las tierras silvestres pueden ser sitios de reproducción, y brindan la posibilidad de descansar o invernar a especies de peces o pájaros que migran largas distancias hacia otros ecosistemas.  Grandes extensiones de bosque tienen un efecto moderador sobre el clima regional, y su destrucción también contribuye al recalentamiento global.
La experiencia en más de 40 proyectos apoyados por el Banco Mundial, que incluyeron componentes explícitos de manejo de tierras silvestres, ha demostrado que al no incluir temprano provisiones para el manejo de dichas tierras, se puede reducir sus beneficios.  Aunque posiblemente aumente un poco la complejidad del proyecto rara vez ha ocasionado demoras significativas.  Las principales excepciones son casos donde el no incorporar pronto el manejo de las tierras silvestres, más tarde ocasionó demoras costosas.  Por lo tanto, es conveniente que el manejo de estas tierras sea incorporado en forma rutinaria en ciertos tipos de proyectos, lo cual tiene que hacerse tan pronto como sea posible en el ciclo del proyecto, a fin de minimizar los costos y facilitar la implementación.

## Orientación para las evaluaciones ambientales
El proceso de evaluación ambiental proporciona un marco dentro del cual los costos y beneficios de someter las tierras silvestres a usos más intensivos, pueden ser comparables con los que son empleados en su conservación.  También sirve como vehículo para descubrir las alternativas o componentes para los proyectos, con impactos neutrales o positivos sobre las tierras silvestres, y para la identificación e implementación de medidas para atenuar o compensar los impactos negativos donde sean de otra manera inevitables.
El proceso de describir el ambiente de un proyecto propuesto en la evaluación ambiental, incluye la ubicación y caracterización de todas las tierras silvestres existentes en el área de estudio.  La siguiente información debe ser obtenida para cada zona silvestre, como forma de establecer la línea de base:
- nombre del sitio (si ha recibido un nombre oficial);
- tipo de ecosistema;
- extensión geográfica (mejor indicada en un mapa) y tamaño
- importantes características físicas, biológicas y socioculturales (p.ej., área de recarga para un importante acuífero, hábitat para especies en peligro de extinción, presencia de poblaciones tribales, importancia religiosa, etc.); designación internacional, nacional y otra, de haberla;
- condición actual del sitio (p.ej. sin alteración, degradado);
- tipo de protección o manejo, de haberlo, empleando las categorías de las "Areas para el Manejo de Tierras Silvestres (AMTS) de la Unión Internacional para la Conservación de la Naturaleza - UICN"
- organismo responsable de su manejo; y,
- fuente de la información que antecede.

Los procesos de analizar las alternativas y predecir los impactos ambientales del proyecto propuesto, incluyen la consideración de los efectos potenciales sobre las tierras silvestres, y el informe de la evaluación ambiental debe presentar los resultados explícitamente.  La medición de los impactos es una tarea para especialistas en los tipos de ecosistemas implicados.  Incluye, pero no se limita, a los siguientes conceptos:
- el área perdida, en términos absolutos y como proporción del área total del tipo de ecosistema en la región o país;
- el área alterada, en los mismos términos, y la naturaleza de la alteración;
- el grado de cambio en los recursos críticos para la tierra silvestre, p.ej., calidad del agua, flujo de agua dulce, lavado por acción de la marea, calidad del aire ambiental, ciclos nutrientes;
- extensión y duración de las alteraciones externas (p.ej., ruido, humo, polvo y vapores durante la construcción u operación; tránsito de vehículos o barcos; visitantes al sitio antes inalterado; interferencia con la migración animal o movimiento cotidiano);
- grado de pérdida o modificación del hábitat y sus probables efectos sobre el número y diversidad de las especies de plantas y animales;
- cambios en la productividad de las plantas y animales, incluyendo su valor económico cuando sea posible (p.ej. renta anual de la pesca);
- pérdidas en los niveles de servicio ambiental (p.ej., asimilación de desperdicios, control de erosión, y recarga de aguas subterráneas); costos de reemplazo de los servicios perdidos;
- número de las personas nativas afectadas y la naturaleza del impacto;
- cambio en el número de visitantes, y correspondientes rentas, si la tierra silvestre es un importante sitio turístico;
- cambios en otros beneficios y servicios sociales (p.ej., recreación, placer estético, educación para la conservación, investigación médica);
- impactos indirectos de la pérdida, de tierras silvestres (p.ej., mayores presiones sobre el área de las tierras silvestres restantes, necesidad de un dragado más frecuente de los canales); e,
- impactos indirectos del mayor acceso a las tierras silvestres, como mayores rentas del turismo, beneficios recreativos, caza o pesca lícita, alteración de la vida silvestre, conversión legal de la tierra para otros usos, y cosecha legal.

Se debe recomendar medidas para evitar o atenuar los impactos negativos, e incorporarlas dentro del "Plan Administrativo de la Evaluación Ambiental para la Atenuación de los Impactos Negativos".  Donde son inevitables, como por ejemplo la conversión de áreas significativas de tierras silvestres para otros usos, la evaluación ambiental debe incluir no sólo las medidas atenuantes sino también recomendaciones para el componente del proyecto para el manejo de las tierras silvestres, requeridos, para compensar la pérdida.
Los sistemas administrativos varían según las necesidades de conservación biológica, los servicios ambientales que requieren protección, las oportunidades económicas regionales, las necesidades de subsistencia de la población local, y el uso acostumbrado de las tierras adyacentes.  Con frecuencia, se solapan o coinciden las medidas atenuantes y técnicas de manejo, algunos ejemplos de las cuales se encuentran a continuación. Las medidas a ser consideradas son:
- reubicar o desviar el proyecto para alejarlo de las tierras silvestres;
- establecer Áreas para el Manejo de las Tierras Silvestres (AMTS) a fin de proporcionar protección o alguna forma de uso controlado de las mismas, bien sea en el área del proyecto o en otro lugar (como compensación por las tierras silvestres convertidas).
- incluir en el diseño del proyecto, aspectos frágiles a las tierras silvestres, como las gradas para peces, pasillos o cruces para la fauna silvestre, barreras de sonido;
- rehabilitar o crear ecosistemas para compensar por la conversión de las tierras silvestres o agregarlos al stock existente;
- apoyar a los programas de investigación sobre el manejo de las tierras silvestres y preservación de la diversidad  biológica;
- fortalecer las instituciones de manejo de las tierras silvestres, tanto gubernamentales como no gubernamentales, con personal, equipos, capacitación y el apoyo a las actividades de coacción; y,
- establecer programas educativos sobre el medio ambiente y la conservación en las escuelas locales.